# Cojedes
Cojedes is een deelstaat van Venezuela. De hoofdstad is San Carlos.

## Gemeenten
Cojedes telt negen gemeenten:
| Nr. | Gemeente                 | Inwoners | Hoofdplaats | Inwoners |
| --- | ------------------------ | -------- | ----------- | -------- |
| 1   | Anzoátegui               | 17.937   | Cojedes     | -        |
| 2   | Ezequiel Zamora          | 108.130  | San Carlos  | 100.812  |
| 3   | Girardot                 | 12.493   | El Baúl     | -        |
| 4   | Lima Blanco              | 10.156   | Macapo      | -        |
| 5   | Pao de San Juan Bautista | 17.258   | El Pao      | -        |
| 6   | Ricaurte                 | 13.513   | Libertad    | -        |
| 7   | Rómulo Gallegos          | 17.182   | Las Vegas   | -        |
| 8   | Tinaco                   | 34.859   | Tinaco      | 30.000   |
| 9   | Tinaquillo               | 105.172  | Tinaquillo  | -        |

| Detailkaart                                                        |
| ------------------------------------------------------------------ |
| Barinas Carabobo Guárico Portuguesa Yaracuy Lara 1 2 3 4 5 6 7 8 9 |
| Gemeenten                                                          |